# Karin Kromnik
Karin Kromnik (* 8. August 1957) ist eine deutsche Tischtennisspielerin. Sie wurde fünfmal DDR-Meister.

## Werdegang
Kromnik spielte in den 1970er Jahren beim Verein Lok Leipzig Mitte. Mit dessen Damenmannschaft gewann sie in der Saison 1976/77 die DDR-Meisterschaft. 1980 wechselte sie zu Chemie Schönebeck, wo sie bereits 1976 einmal gespielt hatte.
Bei den DDR-Meisterschaften holte sie viermal einen Titel, nämlich 1980 und 1981 im Einzel sowie 1979 (mit Gabriele Geißler) und 1980 (mit Petra Schmidt) im Doppel. Daneben kam sie sechsmal ins Endspiel:
- 1977 im Einzel
- 1979 im Einzel
- 1981 im Doppel mit Petra Schmidt und im Mixed mit Bernhard Thiel
- 1982 im Doppel mit Conny Sauermann
- 1983 im Doppel mit Ines Berbig